# Seznam verdunských biskupů
Seznam verdunských biskupů zahrnuje všechny představitele diecéze ve Verdunu založené ve 4. století.
1. kolem 346: svatý Saintin (Sanctinus)
2. 356–383: svatý Maur z Verdunu
3. ???–420: Salvin (Salvinus)
4. kolem 440: Arateur (Arator)
5. 454–470: Pulchrone (Pulchronius, Polychronius)
6. 470–486: Possesseur (Possessor)
7. 486–502: Firmin (Freminus)
8. 502–529: Vanne (Vitonus)
9. 529–554: Désiré (Desideratus)
10. 554–591: Airy (Agericus)
11. kolem 595: Caraimère (Charimir)
12. kolem 614: Harimer (Harimeris)
13. ???–621: Ermenfroy (Ermenfred)
14. 623–626: Godo
15. 641–648: Paul (Paulus)
16. 648–665: Gisloald
17. 665–689: Gérébert (Gerebert)
18. 689–701: Armonius
19. 701–710: Agrébert (Agrebert)
20. 711–715: Bertalame (Bertalamius)
21. 716: Abbon (Abbo)
22. 716–722: Pepon (Pepo)
23. 722–730: Volchise (Volchisus)
24. 730–732: Agrone (Agronius)
25. 735–744: Amalbert
26. 753–774: Madalvé (Madalveus)
27. 774–798: Pierre d'Italie
28. 798–802: Austranne (Austram)
29. 802–824: Hériland (Heriland)
30. 824–847: Hilduin
31. 847–870: Hatton
32. 870–879: Bernard
33. 880–923: Dadon
34. 923–925: Hugues I.
35. 925–939: Barnoin (Bernoin)
36. 939–959: Bérenger
37. 959–983: Wigfrid
38. 983–984: Hugues II.
39. 984–984: Adalbéron I.
40. 984–988: Adalbéron II.
41. 988–1024: Haymon
42. 1024–1037: Raimbert
43. 1040–1046: Richard I.
44. 1047–1089: Thierry (Théodoric)
45. 1089–1107: Richer (Richhar)
46. 1107–1114: Richard II. de Grandpré
  1. 1114–1117: Mazon (administrátor)
47. 1117–1129: Henri I. de Blois
48. 1129–1131: Ursion
49. 1131–1156: Albéron de Chiny
50. 1156–1162: Albert de Mercy
51. 1163–1171: Richard III. de Crisse
52. 1172–1181: Arnoul de Chiny
53. 1181–1186: Henri II. de Castel
54. 1186–1208: Albert II. de Hierges
55. 1208–1216: Robert I. de Grandpré
56. 1217–1224: Jean I. d’Apremont
57. 1224–1245: Raoul de Torote
58. 1245–1245: 'uy I. de Traignel
59. 1245–1247: Guy II. de Mellote
60. 1247–1252: Jean II. d'Aix
61. 1253–1255: Jacques Pantaléon
62. 1255–1271: Robert II. de Médidan
63. 1271–1273: Ulrich de Sarvay
64. 1275–1278: Gérard de Gransee
65. 1278–1286: Henri III. de Grançon
66. 1289–1296: Jacques II. de Ruvigny
67. 1297–1302: Jean III. de Richericourt
68. 1303–1305: Thomas de Blankenberg
69. 1305–1312: Nicolas I. de Neuville
70. 1312–1349: Henri IV. de Aspremont
71. 1349–1351: Otton de Poitiers
72. 1352–1361: Hugues III. de Bar
73. 1362–1371: Jean IV. de Bourbon-Montperoux
74. 1371–1375: Jean V. de Dampierre Saint-Dizier
75. 1375–1379: Guy III. de Roye
76. 1380–1404: Liébaurd (Leobald de Cousance)
77. 1404–1419: Jean IV. de Sarrebruck
  1. 1419–1423: Louis I. de Bar (administrátor)
78. 1423–1423: Raymond
79. 1423–1424: Guillaume de Montjoie
  1. 1424–1430: Louis I. de Bar (administrátor)
80. 1430–1437: Louis de Haraucourt
81. 1437–1449: Guillaume Fillâtre
82. 1449–1456: Louis de Haraucourt
83. 1457–1500: Guillaume de Haraucourt
84. 1500–1508: Warry de Dommartin
85. 1508–1522: Louis de Lorraine
86. 1523–1544: Jean VII. de Lorraine
87. 1544–1547: Nicolas de Lorraine
88. 1548–1575: Nicolas Psaume
89. 1576–1584: Nicolas Bousmard
90. 1585–1587: Charles de Lorraine
91. 1588–1593: Nicolas Boucher]
92. 1593–1610: Henri de Lorraine-Chaligny
  1. 1593–1601: Christophe de la Vallée (administrátor)
93. 1610–1622: Charles de Lorraine-Chaligny
94. 1623–1661: François de Lorraine-Chaligny
95. 1667–1679: Armand de Monchy d'Hocquincourt
96. 1681–1720: Hippolyte de Béthune
97. 1721–1754: Charles-François d'Hallencourt de Dromesnil
98. 1754–1769: Aymar-François-Chrétien-Michel de Nicolaï
99. 1770–1793: Henri-Louis-René des Nos
  1. 1791–1800: Jean-Baptiste Aubry (ústavní biskup)
100. 1823–1830: Étienne-Bruno-Marie d'Arbou
101. 1826–1831: François-Joseph de Villeneuve-Esclapon
102. 1832–1836: Placide-Bruno Valayer
103. 1836–1844: Augustin-Jean Le Tourneur
104. 1844–1866: Louis Rossat
105. 1867–1884: Augustin Hacquard
106. 1884–1887: Jean-Natalis-François Gonindard
107. 1887–1901: Jean-Pierre Pagis
108. 1901–1909: Louis-Ernest Dubois
109. 1910–1913: Jean-Arthur Chollet
110. 1914–1946: Charles-Marie-André Ginisty
111. 1946–1963: Marie-Paul-Georges Petit
112. 1963–1986: Pierre Francis Lucien Anatole Boillon
113. 1987–1999: Marcel Paul Herriot
114. 2000-2014: François Paul Marie Maupu
115. od 2014: Jean-Paul Gusching

(Administrátoři diecéze, kteří nebyli řádnými biskupy, ale pouze zástupci, než byl diecézní biskup ustanoven, mají samostatné číslování.)